# 月輪良基
月輪 良基（つきのわ よしもと）は、鎌倉時代中期の公卿。非参議従二位左中将。父は歌人として知られる内大臣九条基家、母は従三位修理大夫藤原基定女。
兄経家が後嗣なく没したため、二男であった良基が父基家の最晩年に家を継いだ。兄経家が家嫡とみなされていたためか昇進が遅かった。

## 経歴
以下、『公卿補任』及び『尊卑分脈』に基づいて記述する。
- 文永2年（1265年）1月30日、従五位上に叙される。同年3月9日、侍従に任ぜられる。同年12月22日、右少将に任ぜられる。
- 文永3年（1266年）2月1日、紀伊権介を兼ねる。同年3月2日、正五位下に昇叙。
- 文永4年（1267年）11月8日、左中将に昇任。
- 文永6年（1269年）1月5日、従四位下に昇叙。同月7日、左中将は元の如し。
- 文永7年（1270年）1月21日、美作介を兼ねる。
- 文永8年（1271年）1月5日、従四位上に昇叙。
- 文永11年（1274年）7月25日、正四位下に昇叙。
- 建治3年（1276年）1月29日、従三位に叙される。同日、左中将は元の如し。同年12月26日、復任[2]
- 弘安元年（1278年）2月8日、丹波権守を兼ねる。
- 弘安2年（1279年）1月9日、正三位に昇叙。
- 弘安3年（1280年）7月11日、父基家の喪に服す。同年12月26日、復任。
- 正応元年（1288年）閏5月8日、従二位に昇叙。
- 正応5年（1292年）1月10日、薨去。享年57。

## 系譜
- 父：九条基家（1203-1280）
- 母：藤原基定の娘
- 妻：加賀権守白川行資王の娘
  - 男子：月輪良忠（?-1299）
- 生母不明の子女
  - 男子：月輪良兼